# Milan Šifrer
Milan Šifrer, slovenski geograf in geomorfolog, * 24. oktober 1928, Škofja Loka, † 13. februar 2016, Jesenice.

## Življenje in delo
Rodil se je v Škofji Loki v trgovski družini. Med 1935 in 1945 je obiskoval osnovno in meščansko šolo v rojstnem kraju. Potem se je vpisal na I. državno gimnazijo v Ljubljani in maturiral leta 1948. Študiral je zgodovino in zemljepis na Filozofski fakulteti v Ljubljani. Diplomiral je leta 1953 in prejel študentsko Prešernovo nagrado. Po vojaščini je postal asistent na Inštitutu za geografijo ZRC SAZU, kasnejšem Geografskem inštitutu Antona Melika ZRC SAZU. Doktoriral je leta 1960 z disertacijo Porečje Kamniške Bistrice v pleistocenu (COBISS). Od leta 1965 je delal kot višji znanstveni sodelavec, od 1973 kot znanstveni svetnik Geografskega inštituta Slovenske akademije znanosti in umetnosti. Leta 1961 se je strokovno izpopolnjeval v Würzburgu.
Med letoma 1983 in 1987 je deloval kot upravnik Geografskega inštituta Antona Melika ZRC SAZU. Objavil je večje število znanstvenih del v raznih strokovnih in znanstvenih revijah in zbornikih.